# 千山街道
千山街道是中华人民共和国辽宁省鞍山市立山区下辖的一个街道办事处。

## 行政区划
千山街道下辖以下村级行政区划单位：
七岭子社区、眼前山矿社区、洪台沟社区、新峪社区、智慧城社区、新城社区、橡树湾社区、嘉汇社区、七岭子村、山印子村、忠新堡村、黄岭子村、关宝山村、谷首峪村。